# Thuiaria alternans
Thuiaria alternans is een hydroïdpoliep uit de familie Sertulariidae. De poliep komt uit het geslacht Thuiaria. Thuiaria alternans werd in 1952 voor het eerst wetenschappelijk beschreven door Naumov. 